# Fièvre blonde
Pour plus de détails, voir Fiche technique et Distribution.
Fièvre blonde (Value for Money) est un film britannique réalisé par Ken Annakin, sorti en 1955.

## Synopsis
Chayley Broadbent, un jeune homme du Yorkshire, hérite d'une fortune à la mort de son père. Peu après, il a une dispute avec sa fiancée Ethel, qui lui reproche son avarice. Il part alors à Londres. Là-bas, il rencontre dans un night-club Ruthine West, une artiste, qui le prend pour un pauvre type et refuse sa demande en mariage. Lorsqu'elle se rend compte de son erreur, elle le retrouve, mais il a compris sa motivation et retourne vers le Yorkshire et Ethel.

## Fiche technique
- Titre original : Value for Money
- Titre français : Fièvre blonde
- Réalisation : Ken Annakin
- Scénario : R.F. Delderfield, William Fairchild, d'après un roman de Derrick Boothroyd
- Direction artistique : Alex Vetchinsky
- Costumes : Julie Harris
- Photographie : Geoffrey Unsworth
- Son : John Dennis, Gordon K. McCallum
- Montage : Geoffrey Foot
- Musique : Malcolm Arnold
- Production exécutive : Earl St. John
- Production : Sergei Nolbandov
- Société de production : Group Film Productions
- Société de distribution : J. Arthur Rank Film Distributors
- Pays de production :  Royaume-Uni
- Langue originale : anglais
- Format : couleur (Technicolor) — 35 mm — 1,85:1 — son mono
- Genre : Comédie
- Durée : 90 minutes
- Dates de sortie : 
  - Royaume-Uni : 9 août 1955
  - France : 28 septembre 1956

## Distribution
- John Gregson : Chayley Broadbent
- Diana Dors : Ruthine West
- Susan Stephen : Ethel
- Derek Farr : Duke Popplewell
- Frank Pettingell : Higgins, le maire
- Charles Victor : Lumm
- Ernest Thesiger : Lord Dewsbury
- Hal Osmond : M. Hall
- Jill Adams : Joy
- Joan Hickson : Mme Perkins
- James Gregson : Oldroyd
- Donald Pleasence : Limpy
- John Glyn-Jones : Arkwright
- Leslie Phillips : Robjohns
- Ferdy Mayne : le serveur
- Charles Lloyd Pack : M. Gidbrook